# Gare de Sanyo Uozumi
La gare de Sanyō Uozumi (山陽魚住駅, Sanyō Uozumi-eki) est une gare ferroviaire localisée dans la ville d'Akashi, dans la préfecture de Hyōgo au Japon. La gare est exploitée par la compagnie Sanyo Electric Railway, sur la ligne principale Sanyo Electric Railway. Le numéro de la gare est SY 24.

## Situation ferroviaire
Établie à 11 mètres d'altitude, la gare de Sanyō Uozumi est située au point kilométrique (PK) 25.6 de la ligne principale Sanyo Electric Railway.

## Histoire
C'est le 19 août 1923 que la gare est inaugurée sous le nom d'Uozumi. C'est en 1991 que la gare prend son nom actuel.
En 2013, la fréquentation journalière de la gare était de  4 203 personnes.
| 2010  | 2011  | 2012  | 2013  |
| 1 145 | 1 110 | 1 126 | 1 164 |

## Service des voyageurs

### Accueil
La gare est une halte sans service et sans personnel.

### Desserte
La gare de Sanyō Uozumi est une gare disposant de deux quais et de deux voies.
| N° de voie      | Ligne | Direction       |
| --------------- | ----- | --------------- |
| Côté local gare | Sanyō | Himeji - Aboshi |
| Côté opposé     | Sanyō | Kobe - Osaka    |

### Intermodalité

#### Bus
Des bus de la compagnie Taco desservent la gare.

### Site d’intérêt
- Le sanctuaire shinto Sumiyoshi-jinja
- Le temple Botan-ji
- La bibliothèque municipale d'Akashi
- Le parc d'eau Nakao